# Woldstedtius titirangiensis
Woldstedtius titirangiensis – gatunek błonkówki z rodziny gąsienicznikowatych i podrodziny Diplazontinae.
Gatunek ten został opisany w 2013 roku przez Darrena Francisa Warda.
Samice mają ciało długości od 3,5 do 6 mm przy długości przedniego skrzydła od 3 do 3,5 mm. U samca długość ciała wynosi 3,5 mm, a przedniego skrzydła 3 mm. Czułki u samicy mają 18 lub 19, a u samca 19 członów. Głowę cechują czarniawe potylica i czoła oraz żółte: twarz, okolice oczu, narządy gębowe i dolne części policzków. Szerokość głowy jest 1,3 do 1,4 raza większa od długości. Odległość między tylną krawędzią oka złożonego a bocznym przyoczkiem wynosi między 0,3 a 0,4 największej szerokości tego przyoczka. Mezosoma i  metasoma są u samicy żółtawobrązowe, a u samca czarne. Przednie skrzydła charakteryzują się zamkniętymi, pięciokątnymi areolami. Odnóża są jasnobrązowe. Tergity od trzeciego wzwyż są u samicy słabo spłaszczona bocznie. Pokładełko samicy wyróżnia się osłonką nagą lub tylko na szczycie zaopatrzoną w nieliczne szczecinki.
Owad endemiczny dla Nowej Zelandii, znany z Wyspy Północnej i Południowej.